# Horatio Caine
El teniente Horatio Caine (en Latinoamérica Horacio Caine) es un personaje ficticio de 62 años de la serie de televisión de la CBS CSI: Miami, interpretado por el actor David Caruso.

## Jefe del laboratorio criminalístico
En el día a día del CSI, Caine es (y lo ha sido durante el desarrollo de la serie) un supervisor del laboratorio criminalístico del condado de Miami-Dade, un analista forense y, anteriormente, detective de homicidios y oficial en desactivación de explosivos (su especialidad forense son los incendios provocados y las pruebas tras explosiones). Es muy protector con su equipo, quienes cariñosamente le llaman "Hache", abreviatura de su anterior mote "con H de Honradez". Está bastante preocupado por la reputación del laboratorio y siempre tiene cuidado en mantenerlo limpio, quizás por la experiencia con su entredicho hermano menor, Ray... Una de sus frases más célebres y repetidas durante la serie es la que utiliza casi cada vez que detiene a un villano: "Agentes, ¡llévenselo!"
Al contrario que su homólogo en Las Vegas, Gil Grissom (CSI: Crime Scene Investigation), él no duda en llevar o incluso usar su arma. En las primeras dos temporadas, Caine portaba una 9 mm Beretta Cougar. Desde el comienzo de la tercera temporada, se le ha visto llevando una SIG SAUER P229. Es muy insistente en mantener el arma a punto, especialmente desde que el miembro del equipo Tim Speedle fuera asesinado tras un tiroteo y su arma fallara. Una de las razones de Caine al elegir al oficial Ryan Wolfe como sustituto de Speedle fue su especial dedicación en el cuidado por su arma. Más adelante se ve forzado a despedir a Wolfe, al comprometer al CSI durante una investigación, debido a sus problemas de juego y su falta de honestidad con respecto a la situación. Caine le indica la buena disposición para permitir su redención y su posterior reingreso al equipo tras revisar los archivos de sus casos previos.
Al final de la segunda temporada (episodio 2.23 "MIA/NYC - Nonstop"), Caine viaja a Nueva York persiguiendo a un sospechoso de asesinato y es allí donde conoce al detective Mac Taylor y su equipo, inaugurando la primera temporada de CSI: New York. Caine, más adelante, se reencuentra con el detective Taylor y el CSI de Nueva York para capturar y arrestar al asesino Henry Darius, quien sería extraditado a Florida para enfrentarse a la pena de muerte (episodio 4.07 de CSI: Miami, "Felony Flight" y episodio 2.07 de "CSI: Nueva York, "Manhattan Manhunt").
A lo largo de todas las tres primeras temporadas se va revelando la historia personal de Caine, que se refiere principalmente a su relación con su hermano fallecido, Raymond Caine, también un policía, y con la supuesta viuda de Raymond, la hermosa detective Yelina Salas, de la que Horatio estaba perdidamente enamorado. Su amor por ella era puramente platónico pero profundo. Su hermano fue un oficial de narcóticos infiltrado, y hay varias sospechas alrededor de su muerte. Lo más curioso de los hermanos Horatio y Raymond Caine es que ambos amaban a la misma mujer (Yelina).
En el episodio "Pro Per" (3.02) la casa de Yelina es tiroteada pero ella y su hijo Raymond resultan ilesos gracias a que Horatio les avisó a tiempo. Los atacantes fueron capturados. Aunque el peligro ya había pasado, Caine le ofrece a Yelina que él pasará la noche afuera vigilando la vivienda pero ella le dijo que no era necesario. En ese momento, para sorpresa de Horatio, sale Stetler (pareja de Yelina en ese momento) de la casa junto a Ray jr. Horatio no cabía en su decepción. En su rostro se notaba claramente su disgusto al ver junto a Stetler a la mujer que amaba en silencio.
Tiene varios enemigos recurrentes durante el desarrollo de la serie, desde el asesino en serie Walter Resden hasta el injurioso agente de asuntos internos Rick Stetler o el corrupto juez Joseph Ratner. Algunos de los que él creía que había puesto a buen recaudo, vuelven para acosarle. Clavo Cruz, que cumple condena de cadena perpetua por el asesinato de una mujer, escapa en un espectacular ataque con cohetes a un juzgado, en el que resulta superficialmente herida la forense Alexx Woods. Cruz secuestra a una taquígrafa del juzgado y fuerza a Horatio a entregarle un millón de dólares a cambio de su paradero. Sin embargo, todo es un montaje, y Caine y Eric Delko sufren una emboscada en la azotea de un estacionamiento. Aunque Horatio abate a uno de los hombres de Cruz y escapa sin heridas, Delko es herido gravemente a pesar de que Caine dispara al tirador (episodio 5.14, "No Man's Land"). Horatio finalmente consigue que Cruz salga de su escondite al cerrar todas sus vías de escape. Cruz llega hasta Horatio en el exterior del laboratorio de Miami-Dade, y Caine mata a Clavo de un disparo en el pecho (episodio 5.15, "Man Down").
También se vieron enemigos peligrosos como Antonio Riaz el asesino de su esposa y hermana de Eric Delko Marisol Delko quien fue extraditado a Brasil, lo que hizo que Horatio y Eric tomaran el mismo rumbo y al final Horatio asesina a Riaz y salva a su sobrino Ray Jr. de las garras de los hombres de Riaz. (Raymond Caine, hermano de Horatio también había sido asesinado por Riaz)
Al comienzo de la sexta temporada, descubre que es el padre biológico de un sospechoso en caso de asesinato. Su hijo es un huérfano llamado Kyle Harmon, interpretado por el actor Evan Ellingson. La madre de Kyle, Julia Eberly (interpretada por Elizabeth Berkley), conoció a Horatio dieciséis años antes, cuando él tenía el alias de John Walden, haciendo trabajo táctico infiltrado en Pensacola. Aunque Horatio pretende que la relación era seria, al menos para él, nunca supo que ella estaba embarazada, pues desapareció unos pocos meses más tarde. Kyle luego pasó por diversas casas de acogida, y con el tiempo acaba en una prisión juvenil después de usar un bote robado. Kyle más tarde se convierte en un sospechoso por el asesinato de su oficial de la condicional, y cuando se le lleva para interrogatorio, Horatio inmediatamente reconoce el parecido y empieza a investigar su pasado. Con la ayuda de Yelina Salas (quien encontró el certificado de nacimiento de Kyle, que señala a "John Walden" como padre) y Maxine Valera (quien confirma la relación por las pruebas de ADN), descubre que Kyle es de hecho, su hijo. Cuando Horatio llama a Kyle "hijo" al final del episodio, el joven contesta con enojo "¡Yo no soy tu hijo!" (episodio 6.01, "Dangerous Son").
Caine se convierte en el objetivo del hijo de Argento, un señor del crimen a quien ayudó a encarcelar algunos años antes. Después de que el vehículo de Caine resultara vandalizado, el joven niega su culpabilidad. Horatio cae en una trampa y el hijo le pega un tiro. Sin embargo, había sustituido las balas por otras de fogueo, Caine consigue no ser herido y el hijo es arrestado después (episode 6.02, "Cyber-lebrity").
Después de rescatar a Kyle, que ha sido secuestrado y abandonado en una tubería, Horatio le reconoce a Kyle que es su padre (episodio 6.03, "Inside Out"). Cuando queda liberado de la acusación al desaparecer la principal testigo de la misma, Horatio y Julia disputan la custodia, pero Kyle opta por quedarse con su madre.
En la última escena del último capítulo de la sexta temporada (episodio 6.21, "Going Ballistic"), Horatio cae al suelo aparentemente por un impacto de bala, dando a entender que está muerto. Como presuntos culpables estaban: Ron (actual esposo de la exmujer de Horatio), pero también hubo un posible traidor dentro del equipo de CSI: Ryan Wolfe por un muy sospechoso mensaje recibido diciendo: "It's done" = "Está hecho" pero todo esto no fue más que un complot armado por Horatio, Frank y Wolf para fingir el asesinato de este ya que estaba amenazado de muerte (07X01-"Resurrection"), para confusión y enojo de Calleigh y Eric. Esto se hizo para permitir a Caine ocultarse para poder aprehender a Saris. Eric parece especialmente herido por el hecho de que Caine seleccionase a Wolfe para ayudarle. Horatio lo entiende, pero le confía que a pesar de ser la elección más obvia, en caso de haber fracasado el plan, no quería arriesgar innecesariamente las carreras de ninguno marcadas por el fracaso, menos que ninguna la de Eric.
Luego se ve a Caine en la casa de Julia y Kyle, donde, aunque sea por la suerte de Kyle, intenta de nuevo otra vez lograr capturar a Saris; Horatio busca a Saris, y acaba incendiando el yate en el que se marcha del puerto, causando una explosión.
En el episodio 7.05 "Bombshell", Horatio descubre que Julia ha entrado en una peligrosa espiral descendente, siendo emocionalmente inestable, porque ha dejado de tomar la medicación para su trastorno bipolar. Decide volver a tomar medicinas. Ella y Horatio comparten un momento tierno al final del episodio. En el episodio "Divorce Party", las continuas acciones erráticas  de Julia impulsan a Horatio a tomar decisiones y proteger aún más a Kyle de él. Le pide a Tara, como un favor, que contrate a Kyle como interno en la oficina forense.
En el final de la Temporada 10 "Mayday" Caine y Tripp llevan a Jack Toller un prisionero rumbo al juicio a Miami. El avión donde van fue tomado y Toller logra escapar. Un sospechoso en el caso Randy North está en custodia y le quitan a sus hijos, provocando el enojo de North. Al final, North les tiende una trampa a Natalia y Horatio. North le dispara a Horatio y encierra a Natalia en el baúl de un automóvil, y lo arroja al mar. El estado de Horatio y Natalia son desconocidos al final del episodio.
En el comienzo de la décima temporada, episodio "Countermeasures", Horatio comienza a tener alucinaciones con su fallecida esposa Marisol Delko Caine (Alana de la Garza). Horatio le dice que la ha extrañado mucho pero ella, aunque lo ama, le dice que tiene que volver porque tiene una misión que cumplir. Horatio, a pesar de sus heridas, se levanta nuevamente. Después de hacer sus últimos intentos disparándole a North, Caine salta al agua a rescatar a Natalia. Horatio encuentra el automóvil, rescata a Boa Vista, y es llevado al Hospital. Boa Vista y Caine se resistieron a chequearse. Horatio al final del episodio, encuentra a North y a Toller. Caine, dándose cuenta de cuán grave eran sus heridas, deja que lo lleven a hacerse un chequeo médico.
Horatio se va... ¿para siempre?
La serie CSI Miami despidió el lunes su sexta temporada con su protagonista, el hierático teniente Horatio Caine (interpretado por David Caruso) tendido en el suelo y aparentemente muerto. Un tal Ron, esposo de su exmujer en la ficción, le abatió a balazos. Con este trágico final para los seguidores del jefe de ese equipo forense altamente entrenado para resolver crímenes, solo cabe esperar ahora una continuación que, algunos sospechan, podría resucitar a ese agente pelirrojo y singular.  En esta espera participan 4.341.000 espectadores que, según la cadena de Telecinco, es la media de audiencia que barajaba la serie y que la convertía en la producción externa más vista de la temporada y en líder de su franja de emisión. Según las mismas fuentes, la edad de los amantes de esta saga creada a remolque de C.S.I Las Vegas y a la sombra de su estrella, el agente Gil Grisson, son espectadores de entre 25 y 54 años, donde los vascos y los madrileños aparecen entre sus principales fanes. 
Personalidad
Horatio tiene una personalidad más bien emocionalmente retirada y, a pesar de la extraña risa y sonrisa que saca a veces, actúa más bien desapasionada, a menos empatía con las víctimas o de su equipo y muestra compasión a la misma. Por lo tanto, es difícil saber lo que está pensando.
Horatio está dotado en la obtención de información de los niños: cuando habla con un niño, hablará en voz baja y ladea su cabeza (algo habitual), lo que le permite mantener el contacto visual con el niño sin que se sientan culpables o tristes. A pesar de su buena relación con los niños, Horatio tiende a mantener una actitud estéril seca, sobre todo con los sospechosos y los miembros de las agencias federales. Sin embargo, ha habido casos dentro de la serie en donde su carácter ha llegado a ser más corta y violenta, como por ejemplo, cuando se entera de la hija ilegítima de su hermano. También hay que señalar que su hijo, Kyle, tiene la capacidad de atraer los estribos a la superficie.
En comparación con su contraparte de Las Vegas, Gil Grissom, Horatio tiende a seguir su intuición para hacer conexiones improbables, ya que a menudo salta directamente a la acción y, también no dudando en utilizar la fuerza letal si es necesario.
Horatio no teme romper las reglas para hacer algún trabajo, o para vengarse. Esto es evidente cuando él y Eric Delko viajaron a Brasil con el propósito de matar a Antonio Riaz, el jefe de los Mala Noche que mandó matar a Marisol Delko. A veces esto le crea problemas con Rick Stetler, pero Rick parece sentir tolerancia a estos hechos porque puede gozar de cierta protección ante los niveles federales del orden como lo es el FBI, CIA, DEA, ATF, Cuerpo de Alguaciles de Estados Unidos y en cierta forma las Fuerzas Armadas. De la misma manera y gracias a sus habilidades, El Mossad lo tiene bajo consideración y las relaciones entre Estados Unidos e Israel por lo tanto no recibe castigo alguno si requiere hacer alguna acción de justicia desmedida ya que sus habilidades de boina verde y de Marine lo avalan como un necesario elemento policíaco para las fuerzas del orden de Miami-Dade ya que es el único capaz de detener o matar criminales debido a su férreo control y al no ser tan fácil de controlar,los criminales lo pueden ver como un férreo adversario de temer. en pocas palabras Horatio Caine además de ser un férreo investigador es básicamente un oficial en servicio que es considerado un Arma Humana con el único propósito de asesinar criminales a simple vista. Pero esto también repercute en su salud ya que su necedad incluso lo puso al borde de la muerte variadas ocasiones.
Como habilidades humanas(fruto de sus experiencias traumáticas y de su experiencia en la guerra) tiende a ayudar a las víctimas y en ocasiones ayudar a la reinserción social si el individuo logra cambiar.

## Destrezas y habilidades
Caine parece tener un buen sentido de cómo comunicarse con los niños y adultos por igual, quienes acaban de experimentar terribles experiencias traumáticas, y obtener información de forma rápida y suave. Obtuvo una licenciatura en Química y anteriormente trabajó como un experto en explosivos, el conocimiento que aún le ayuda en sus funciones. Junto con esto, es un tirador excepcionalmente hábil y precisa, como se ve en Tierra de Nadie, Matar a un Predador, entre otros episodios. Se ha demostrado en varias ocasiones que sabe español, francés, y es, junto con Ryan Wolfe y Frank Tripp, uno de los pilotos más rápidos entre la tripulación de CSI Miami.

## Historia
Primeros años
Cuando era niño, Horatio fue víctima de la violencia doméstica (su madre fue asesinada por su padre, y terminó matando al hombre en un fallido intento de salvarla), que da cuenta de sus reacciones comparativamente extremas de maltrato y violencia doméstica, hecho que en alguna ocasión lo puso al borde de ir a la cárcel, pero se le da una oportunidad por haber actuado en defensa propia siendo así que el elige alistarse en el Cuerpo de Marines de los Estados Unidos donde después de su constante esfuerzo logró un grado de Teniente al haber tenido destacadas actuaciones en operaciones en Medio Oriente incluso llamando la atención del Mossad israelí por la frialdad y constancia para lograr asesinar criminales y oponentes militares sin siquiera sentir remordimiento alguno,lo que le llevó a ganarse el apodo de Barak Afor (El Relámpago Negro) porque cerca de Kuwait le salvó la vida a un soldado israelí (que más tarde se convertiría en alto mando del Mossad), regresando incluso con la condecoración del Corazón Púrpura,a su regreso el mismo fue requerido para misiones de grado alto resultando después ser un Boina Verde entrenado, de ahí que posea una personalidad extremadamente fría.capacidad que llamó la atención de algunas fuerzas del orden que necesitaban de sus servicios por su dedicación y constancia extremos fruto de su entrenamiento militar. 
Luego, Caine trabajó en Nueva York como detective de la policía de Nueva York. en 1995, mientras estaba en el trabajo, fue apuñalado mientras investigaba un caso en el que los niños eran encerrados en los armarios, mientras que sus padres estaban siendo asesinados. El autor de los crímenes, Walter Resden, albergaba un profundo resentimiento contra Caine, recogiendo la sangre del apuñalamiento y conservarlo durante 10 años, con el fin de incriminarlo por el asesinato de la novia de Caine, Rachel Turner. Walter Resden fue capturado en un posterior episodio.
Después de su llegada a Florida, Horatio se unió a la Policía de Miami-Dade como un detective de homicidios, pero más tarde, fue trasladado a la brigada de explosivos, donde fue apadrinado por Al Humphries, un policía mayor a quien Caine lo respetaba y consideraba un buen amigo; más tarde, Humphries fue asesinado después de activarse accidentalmente una bomba que estaba tratando de desarmar (Dar la Cara). Horatio trabajaba encubierto como "John Walden" en Pensacola, Florida, en algún momento durante la década de 1990 (esta es la fecha dada en el programa, a pesar de que se entendía anteriormente en el show que Horatio trabajó en Nueva York por lo menos hasta 1995). Durante ese tiempo, salía con una mujer que se creía llamar Julia Eberly, y los dos tuvieron un hijo llamado Kyle. Horatio no estaría al tanto de la existencia de Kyle hasta cuando este tiene dieciséis años. Tiempo después regresa a Miami para ser un detective. En el capítulo Out of Time, él hace referencias a cuando trabajaba en la brigada de explosivos. Por último, Caine se traslada al Laboratorio Criminalista de Miami-Dade, aceptando un ascenso a teniente, lo que le valió la enemistad con el sargento Rick Stetler, quien también estaba compitiendo por el rango. Rick tiene un resentimiento contra él a través de los CSI hasta que es detenido al final de la temporada. Cuando la CSI Megan Donner continuó con la licencia personal tras la muerte de su marido, Horatio se convierte en el jefe permanente del laboratorio.

## Eventos Pasados
Como un excelente tirador y gracias a un entrenamiento militar férreo con grado de Boina Verde donde su personalidad es igual o superior en frialdad y cálculo a la de sus oponentes, Caine no duda en utilizar la fuerza letal cuando sea necesario. Él es también un ardiente defensor de la pena de muerte para los delitos especialmente atroces, y no piensa dos veces antes de amenazar a sospechosos en estos casos. En las dos primeras temporadas, Caine portaba una 9 mm Beretta Cougar. Desde el inicio de la tercera temporada, se ha demostrado que lleva consigo una SIG P226. Él es muy insistente en el mantenimiento de la pistola, sobre todo porque uno de los miembros, Tim Speedle, fue asesinado en un tiroteo después de que su arma erró el tiro por la falta de mantenimiento. De hecho, una de las razones principales del porqué Horatio contrató a Ryan Wolfe en reemplazo de Speedle, fue por su especial dedicación en el cuidado de su arma.
Sin embargo, más adelante, Caine se ve forzado en despedir a Wolfe del laboratorio al comprometerlo durante la investigación de un homicidio, debido a sus problemas de juego y su falta de honestidad con respecto a la situación. Caine le indica la buena disposición para permitir su redención y su posterior reingreso al equipo tras revisar los archivos de sus casos previos.
Al final de la segunda temporada (Miami - Nueva York sin Escala), Horatio viaja a Nueva York persiguiendo a un sospechoso de un asesinato, en donde conoce al Detective Mac Taylor y su equipo inaugurando la primera temporada de CSI: Nueva York. Caine, más adelante, se reencuentra con el Detective Taylor y el equipo de CSI: Nueva York para capturar y arrestar al asesino Henry Darius, quien sería extraditado a Florida para enfrentarse a la pena de muerte (CSI: Miami, Vuelo Criminal; CSI: Nueva York, Manhattan Manhunt). Esto haría que Horatio apareciera por primera vez en cualquiera de los otros dos CSI.
Al final de la sexta temporada, Horatio recibe un disparo. Pareciera que hubiera muerto, pero detrás de las escenas de vídeo, se dice que la muerte de Horatio fue falsa para que así desconcentrar a Ron Saris e ir tras él. David Caruso dice: "Horatio diseñó una puesta en escena de un acontecimiento que le liberará para ir tras este hombre con una licencia diferente." En el primer capítulo de la séptima temporada (Resurrección), se puede ver a Horatio con vida y "acabando" con Ron Saris.
Horatio tiene muchos enemigos que aparecen recurrentemente en toda la serie, desde el asesino en serie Walter Resden, hasta el agente Rick Stetler o el corrupto juez Joseph Ratner. Estos fueron detenidos o asesinados por el final de la décima temporada. Clavo Cruz, condenado a cadena perpetua por el asesinato de una mujer (episodio 2x01, Hermanos de Sangre; episodio 3x15, Identidad), escapa de la custodia con un ataque con cohetes en un palacio de justicia (superficialmente hiriendo a la forense Alexx Woods). Luego, Cruz secuestra a una taquígrafa del juzgado y fuerza a Horatio en entregarle un millón de dólares a cambio de su ubicación. Sin embargo, todo fue un montaje, y Caine y Delko son emboscados en el techo de un garaje. Aunque Horatio derriba a uno de los hombres y escapa sin lesiones, Delko recibe un balazo y queda gravemente herido, a pesar de que Caine le haya disparado al tirador (episodio 5x14, Tierra de Nadie). Finalmente, Horatio obliga a que Cruz salga de su escondite evacuando a todas sus vías de escape. Cruz se acerca a Horatio fuera del Laboratorio Criminalista de Miami-Dade, y Cain mata a Clavo con un solo disparo en el pecho (episodio 5x15, Hombre Herido).
Caine se convierte en el blanco del hijo del Argento, un señor del crimen a quien ayudó a encarcelar algunos años antes. Después de que el vehículo de Caine resultara haya resultado destrozado, el joven niega culpabilidad alguna. Horatio cae en una trampa y su hijo le dispara. Sin embargo, las balas de la pistola fueron reemplazadas por otras de fogueo, haciendo que Caine no reciba daño alguno y el hijo termina siendo arrestado (episodio 6x02, Ciberfamosa).
En el episodio Bone Voyage, cuando Raymond Langston trata de ayudar a Horatio y su equipo, es mencionado al fallecido CSI, Warrick Brown, y le pide a Langston decirle a Catherine Willows que siente pésame por la pérdida.

## Eventos Recientes
Al final de octava temporada, Caine recibe un impactante mensaje del hombre que arrestó. El mensaje decía: "¡TODOS ELLOS CAEN!". En el estreno de la novena temporada, Caine corre hacia el laboratorio ciminalístico, temiendo por la vida de su equipo. Al salir del ascensor, se encuentra a todo al mundo en el suelo y a Eric aún despierto. A continuación, Delko le dice que debe disparar la ventana de oxígeno. Después de que Horatio lo hace, todos despiertan y se ponen de pie, a excepción de Jesse Cardoza, quien murió durante la caída. Luego, Horatio trata de consolar a la devastada Natalia Boa Vista, quien intentó reanimarlo sin éxito alguno. Horatio se une a un partido de baloncesto en honor a Jesse al final del episodio después de encontrar al asesino.
En See no Evil (episodio 9x03), un número de presos hacen una gran fuga y uno de los internos, Joe LeBrock, afirma que los estaban haciendo para tener de objetivo a Caine.
En el siguiente episodio, Manhunt, él y su equipo pierden de vista a Memmo Fierro, el hombre que cumplía una condena por haber matado a Marisol, la fallecida esposa de Horatio y hermana de Eric Delko, después de que él es una de las ocho personas que escaparon en el episodio anterior. Memmo, bajo las órdenes de Antonio Riaz de los Mala Noche, había disparado a Marisol y bloqueó la ambulancia, tratando de que Caine pueda salir de esta, obligando a la ambulancia conducir más rápido de lo normal (en el hospital, el médico afirma que la ambulancia fue más fatal que la bala). Tanto el tiroteo y el bloqueo fueron fatales para Marisol. Al final del episodio, Memmo toma una rehén, una trabajadora social de su hija. Eric tiene una oportunidad clara de él, pero Horatio le dice que no le dispare delante de la hija de Memmo. Después Memmo ve a su hija, él se va con la rehén, quien después se encuentra muerta.
En el episodio "Happy Birthday" (episodio 9x08), se puede ver a Horatio conduciendo al comienzo del episodio con un ramo de flores en el asiento del pasajero y Eric le deja un mensaje en el teléfono para pedirle que se hiciera cargo de él un tiempo para que pueda hacer un mandado. Él se distrae por un peatón que le informa sobre una mujer embarazada que ha sido asaltada al lado de la carretera. Dejando atrás su misión, Caine ayuda a las mujeres y pasa el resto del episodio en busca de la gente que hizo esto, mientras que la madre y el bebé están luchando por su vida de nuevo en el hospital. Al final del episodio, la madre da a luz a una niña, y Horatio ve a Marisol grave, diciéndole que la bebé "es hermosa como tú". A continuación, le desea feliz cumpleaños.
En el episodio Last Stand (episodio 9x13), Memmo regresa con una banda, y Caine le pone una trampa solo para él. Caine le da múltiples patadas a Memmo y, finalmente lo sostiene con una pistola. Memmo le dice que la muerte de Marisol no era nada personal, pero Caine responde que la bala era para él. Memmo le pregunta si lo que está haciendo es "justo" y si está en paz con su decisión. Caine responde que él es, y lo pone bajo arresto, esperando llegar a los refuerzos.
Horatio recibiendo balazo En el último episodio de la novena temporada (Mayday), Horatio y Frank terminan siendo encañonados en un avión que utilizaban para transportar a un fugitivo. El avión se estrella, pero el fugitiva escapa. Al final del episodio, el destino de Horatio es desconocida, ya que ha sido fusilado por Randy Northe. Northe, también aturde temporalmente a Natalia Boa Vista y la arrastra a un coche, en donde la mete en el maletero. Después de decirle unas palabras, Northe la encierra y lanza el coche al agua. Mientras tanto, Horatio gana la habilidad de disparar a Randy, pero le es incapaz de salvar a Natalia por la bala recibida en el abdomen. Es probable que si Natalia no se habría detenido para ayudar a Horatio cuando le dispararon, ella pudo haber sido capaz de disparar a Randy Northe, quien los había engañado para caminar en línea recta a su trampa.
En el primer episodio de la décima temporada, Countermeasures, Horatio y MarisolHoratio comienza a tener alucinaciones de Marisol, diciendo que se alegra de verlo, pero él tiene que volver. A continuación, se muestra el muelle en donde le dispararon, llegando a mantenerse de nuevo en pie. Aún sangrando por la herida de bala, salta al agua para salvar a Natalia, logrando liberarla del coche. A medida que se apresuraban para llegar al hospital, él decía repetidamente el nombre de Marisol. Estando en contra de los consejos del médico y aún con dolor en la herida, Caine abandona el hospital para trabajar en el caso. Él y su equipo logran encontrar a Northe y tratan de conseguir que les diga algo de Toller. Horatio se las arregla para encontrar y capturar a Toller, después de este que casi pone a una mujer en llamas. Después de que Toller vaya a la cárcel, Horatio, finalmente, admite que no está bien y está de acuerdo en someterse a revisiones.
Curiosidades
Horatio estuvo presente en la muerte de su madre, su padre, su compañero CSI Tim Speedle, y la de su propio hermano, Raymon Caine.
Horatio tiene la extraña costumbre de entregar un poco de una sola línea, volviendo a poner sus gafas de sol antes de salir de las escena (el más frecuente en la apretura de cualquier episodio dado).
A diferencia de su contraparte de Las Vegas, ahora ex Supervisor CSI, Gil Grissom, Horatio es un oficial de policía en servicio y, por lo tanto, lleva una placa y el arma.
Al interrogar a los testigos o sospechosos, tiene a permanecer de lado con la cabeza ligeramente inclinada, lo que permite no amenazar con el contacto visual. Por otra parte, tiene la costumbre de exponer sutilmente su placa mediante la colocación de manos en las caderas para intimidar a los sospechosos y a las personas que no cooperan (Daños Colaterales).
Horatio tiene un gusto por la ropa de marca cara, pero casi nunca se ve llevando otra ropa diferente a la de su traje habitual, por lo general, cuando se va a la corte como un testigo (Un Hombre Sencillo).
Como se muestra en el primer episodio de la cuarta temporada, Desde la Tumba, Horatio es católico, y al parecer ha mantenido de cerca su fe.

## Su vida antes del C.S.I. Miami
Los padres de Caine le llamaron Horatio en honor del autor Horatio Alger (Cross Jurisdictions). Antes de trasladarse a Miami, Caine trabajó en Nueva York (casualmente, Caruso protagonizó las dos primeras temporadas de Policías de Nueva York como el detective John Kelly). Fue allí donde el mató al hombre que asesinó a su madre. En el trabajo, se encontraba seriamente afectado mientras investigaba un caso en el que niños eran encerrados en armarios mientras sus padres eran asesinados. El autor, Walter Resden, guardó un profundo rencor a Caine, recogiendo la sangre de sus asesinatos y preservándola durante 10 años para tenderle una trampa en el asesinato de la novia de Caine, Rachel Turner (episodio 4.06, "Under Suspicion"). Caine, finalmente se ve obligado a disparar a Resden, aunque no fatalmente (episodio 4.15, "Skeletons").
Tras su llegada a Florida, Horatio se unió a la policía de Miami-Dade como detective de homicidios, pero fue trasladado más adelante a la unidad de explosivos, donde fue enseñado por Al Humphries, un veterano policía que luego falleció trágicamente tras explotar una bomba que trataba de desactivar (episodio 1.02, "Losing Face"). Finalmente, Caine recala en el laboratorio criminalístico, aceptando la promoción a teniente, lo que le acarrea la animosidad del Sargento Rick Stetler que también aspiraba al rango. Cuando la veterana CSI, Megan Donner, debido a motivos personales tras la muerte de su marido, deja el laboratorio, Horatio se convierte en el jefe de este (episodio 1.01, "Golden Parachute").
- Datos: Q2110637